# Бланшу, Моисес Хулио
Моисес Хулио Бланшу (исп. Moisés Julio Blanchoud; 4 сентября 1923 год, Эсперанса, Аргентина — 28 февраля 2016 год) — католический прелат, второй епископ Рио-Куарто с 6 сентября 1973 года по 7 января 1984 года, архиепископ Сальты с 7 января 1984 года по 6 августа 1999 года.

## Биография
Родился 4 сентября 1923 года в селении Эсперанса, Аргентина. 14 декабря 1947 года был рукоположён в священники.
13 февраля 1960 года Римский папа Иоанн XXIII назначил его вспомогательным епископом епархии РИо-Куарто и титулярным епископом Белали. 24 апреля 1960 года состоялось его рукоположение в епископы, которое совершил архиепископ Санта-Фе Николас Фазолино в сослужении с епископом Мендосы Альфонсо Марией Бутелером и епископом Асуля Мануэлем Маренго.
6 сентября 1962 года Римский папа Иоанн XXIII назначил его епископом Рио-Куарто. Участвовал в работе Второго Ватиканского собора. Был ординарием Рио-Куарто до 7 января 1984 года, когда Римский папа Иоанн Павел II назначил его архиепископом Сальты.
6 августа 1999 года подал в отставку. С 1 октября 2002 года по 30 марта 2003 года — апостольский администратор архиепархии Санта-Фе.
Скончался 28 февраля 2016 года.